# Бартош Сташевський
Бартош Сташевський (нар. 23 вересня 1990 р. в м. Мальме) — польський кінорежисер, автор документального фільму «Стаття вісімнадцята», співзасновник асоціації «Марш рівності в Любліні» та фонду «Милість Не Виключа», який сприяє одностатевим шлюбам у Польщі. За свою активність Сташевський є об'єктом погроз смерті та залякування.

## Активізм

### Люблінський марш

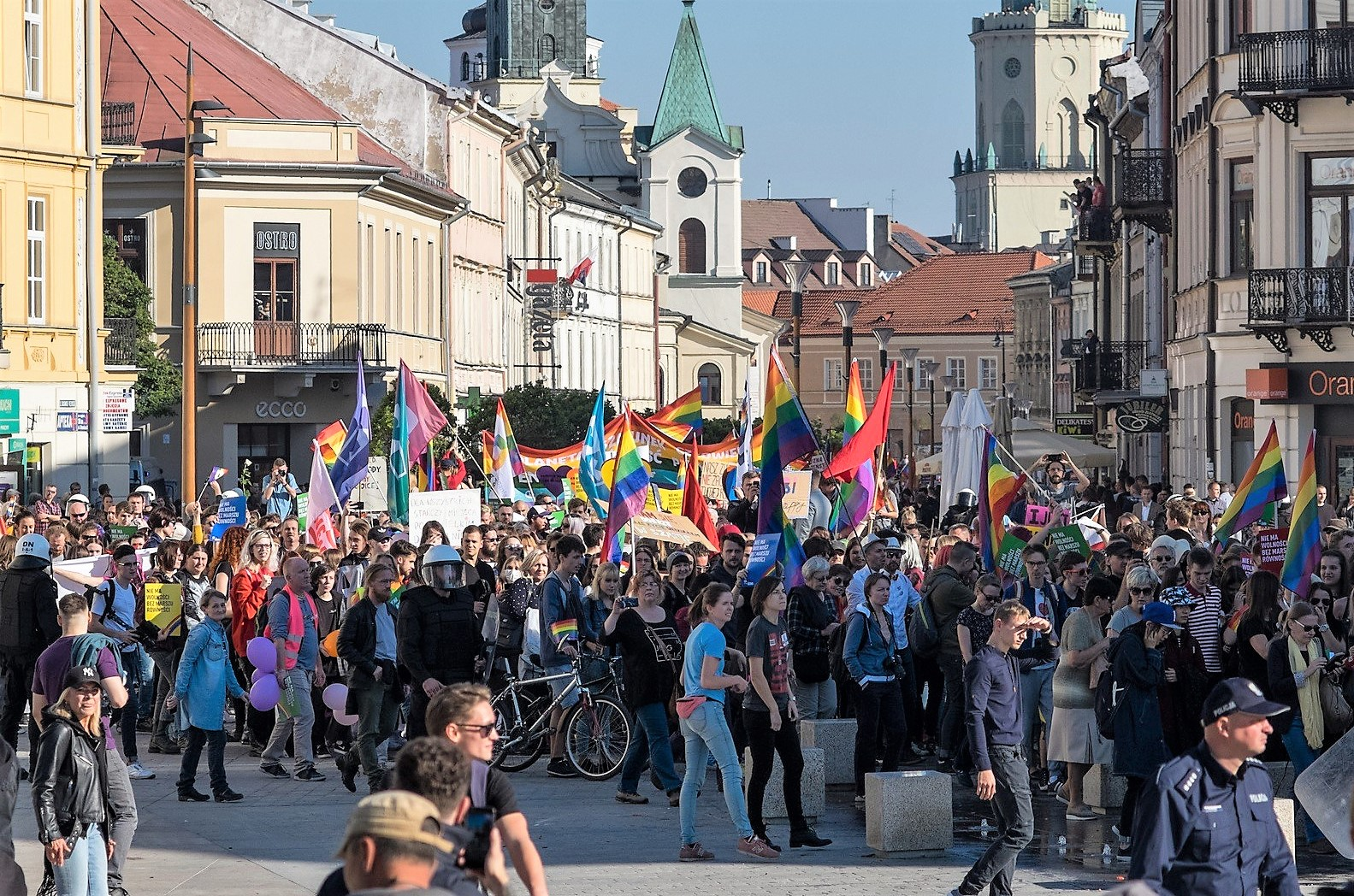
Березень 2018 р. У Любліні

У 2018 році Сташевський був офіційним організатором Першого Маршу рівності в Любліні, запланованого на 13 жовтня. 9 жовтня президент Любліна Кшиштоф Лук заборонив як Марш рівності, так і зустрічні, оголошені проти нього, посилаючись на закон, який дозволяє забороняти публічні збори через загрозу життю, здоров'ю або майну людей. Польський омбудсмен Адам Боднар розкритикував рішення, заявивши, що воно суперечить конституції. Раніше, Європейський суд з прав людини постановив, що заборони на проведення маршових акцій порушують Європейську конвенцію з прав людини після того, як мер Лех Качинський намагався заборонити парад рівності у Варшаві на тих самих підставах. Сташевський оскаржив рішення про заборону до районного суду, який підтримав його.
У квітні 2019 року було створено Асоціацію за Марш рівності в Любліні (Stowarzyszenie Marsz Równości w Lublinie), метою якої є дії на благо ЛГБТ-спільнот в Любліні та Люблінській губернії, включаючи організацію маршу рівності. Подібно до ситуації в попередньому році, 24 вересня 2019 року Кшиштоф Лук видав заборону на Другий марш рівності в Любліні, запланований на 28 вересня. Сташевський як організатор Маршу оскаржив своє рішення до суду, який через два дні скасував заборону. Під час судового розгляду експертний звіт показав, що вибух саморобної вибухівки у натовпі міг призвести до летальних наслідків. Після прохання прокурора подружжя було засуджено до року позбавлення волі — звинувачення обмежувалось незаконним виготовленням та зберіганням вибухових пристроїв, що могло загрожувати життю чи здоров'ю багатьох людей.

### Веселковий прапор Польщі

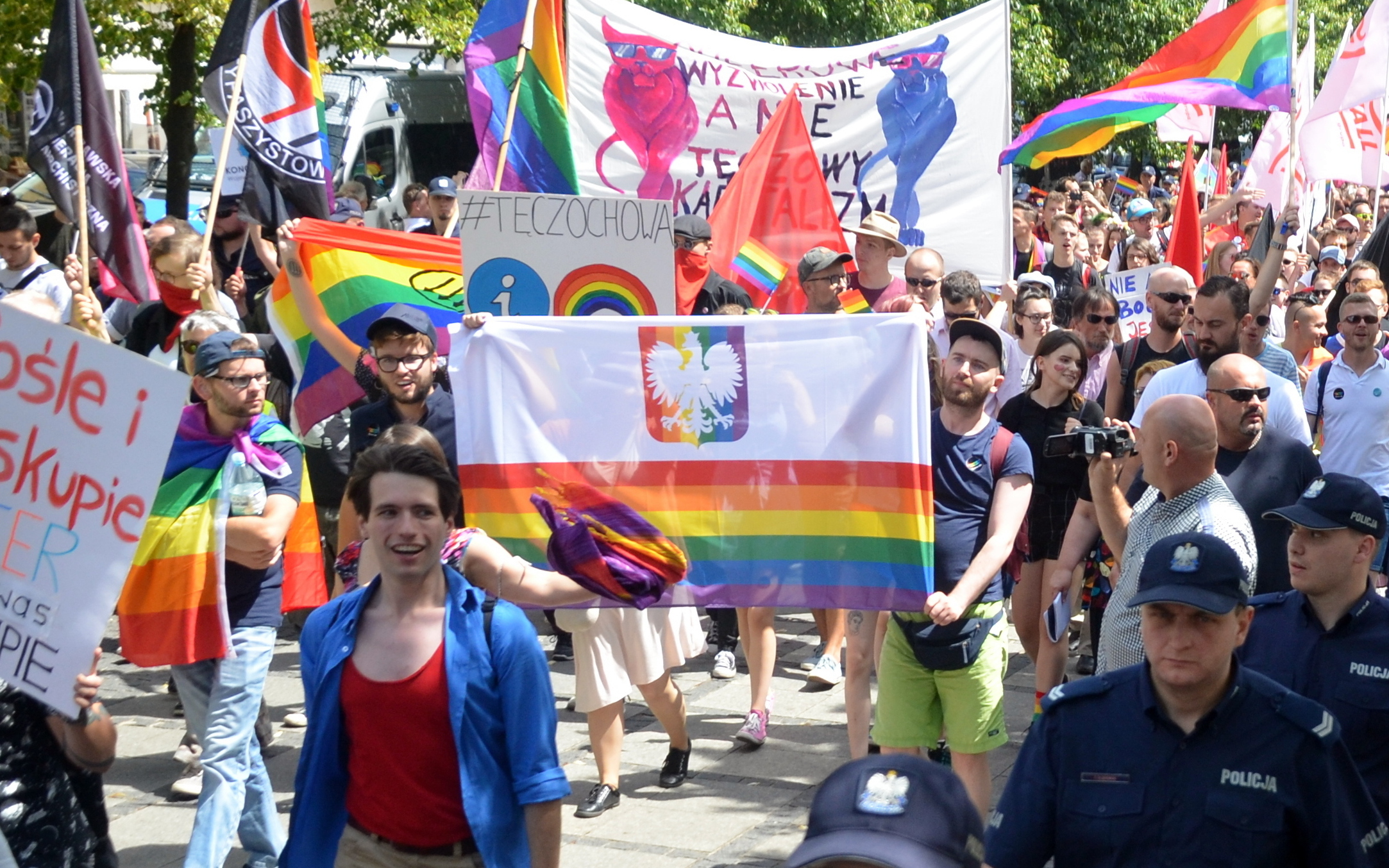
Веселковий прапор Польщі на Марші рівності 2018 у Ченстохові (Сташевський ліворуч)

Веселковий прапор Польщі Анжела Гетлер

Під час березня у Ченстохові у 2018 році Бартош Сташевський проніс веселковий прапор Польщі з білим орлом на веселковому фоні. Незважаючи на те, що він присутній на польських парадах і маршах гордості з 2014 року цього разу, і міністр внутрішніх справ та адміністрації Йоахім Брудзінський звинуватив Сташевського за осквернення національних символів Польщі.
Дії Брудзінського викликали протести ЛГБТ-спільноти, прокуратура відмовилася розпочати розслідування через відсутність ознак кримінального діяння. Цей випадок популяризував цю версію прапора серед ЛГБТ-спільноти.

### Наклеп
У 2018 році радник «Закон і справедливість» Томаш Пітуха заявив, що Люблінський марш рівності сприяє педофілії. Сташевський, як організатор маршу, подав позов проти Пітухи за наклеп. Останній був засуджений і повинен був заплатити 5000 злотих люблінському об'єднанню маршу рівності.
24 липня 2019 року консервативна щотижнева газета « Gazeta Polska» розпочала розповсюдження наклейок "Без ЛГБТ-зони ". У відповідь на цю акцію Сташевський подав позов про порушення особистих прав проти газети разом із клопотанням про вилучення наклейок. Обласний суд у Варшаві наказав призупинити розповсюдження наклейок до розгляду справи судом.
У відповідь на дискримінаційні резолюції місцевих органів влади, Сташевський здійснив фотопроєкт, в якому робить фотографії знаків, що позначають в'їзд в село знаком «Вільна зона ЛГБТ», що стосується справжніх дорожніх знаків. На деяких фотографіях він додатково зображує ЛГБТ-людей, які живуть у «зоні». Оскільки Польща зазнає посиленої міжнародної критики за поводження з її лесбійками, геями, бісексуалами та трансгендерними спільнотами, прем'єр-міністр Матеуш Моравецький звинуватив Сташевського у здійсненні «обману», який привів деяких до думки, що Польща має проблеми з правами людини. «Він повністю сфальсифікував реальність», — сказав Моравецький. "Якщо назвати це фейковими новинами, це не означало б справедливості. Це була глибока підробка ".
Сташевський став об'єктом позовів SLAPP через свій фотопроєкт. Наразі три міста підготували цивільні позови проти нього (Закжувек, Тушув Народовий та Небилець). Міста представлені націоналістичною громадською організацією « Польська ліга проти наклепництва». За словами Гаареца, це «незалежна організація, яка вважається близькою до правого, націоналістичного уряду Польщі».

### ЛГБТ-протести в Польщі
7 серпня 2020 року Сташевський був одним із людей, які протестували під час масового арешту серпневих протестів ЛГБТ у Польщі в серпні 2020 року.

### Нагороди
Сташевський був номінований на різні нагороди. У 2019 році він був нагороджений Європейською премією толерантії. У вересні 2020 року він був обраний Фондом Обами для участі в програмі «Лідери: Європа 2020» як один із 35 «нових лідерів, що працюють в уряді, громадянському суспільстві та приватному секторі, які продемонстрували свою відданість просуванню загального блага». Сташевський також потрапив до списку Bloomberg Businessweek «Хто дивиться» за 2020 рік, пов'язаний із Bloomberg 50. У лютому 2021 року він з'явився в списку лідерів Time 100 Next 2021, що формують майбутнє, за даними американського журналу Time.

## Фільмографія
- 2014: Tableciarze (документальний фільм, показ на Краківському кінофестивалі, Багдадському кінофестивалі, Іглавському кінофестивалі)
- 2017: Artykuł osiemnasty (англійською: стаття 18 — документальний)

Article 18 — це документальний фільм 2017 року, прем'єра якого відбулася 21 квітня 2017 року під час ЛГБТ-кінофестивалю у Варшаві, а згодом його демонстрували в інших містах як частину фестивалю. Назва фільму посилається на статтю 18 Конституції Республіки Польща.